# Gino Cantoni
Gino Cantoni (Udine, 5 febbraio 1922 – Udine, 26 luglio 2008) è stato un calciatore italiano, di ruolo portiere.

## Carriera
Giocò in Serie A con la Triestina.

## Palmarès

### Club

#### Competizioni nazionali
- Serie C: 2

Udinese: 1938-1939, 1948-1949